# Table des caractères Unicode (2D000-2DFFF)
Cette page contient des caractères spéciaux ou non latins. S’ils s’affichent mal (▯, ?, etc.), consultez la page d’aide Unicode.
Cette page décrit la liste des caractères Unicode codés de U+2D000 à U+2DFFF en hexadécimal (184 320 à 192 511 en décimal).

## Sous-ensembles
La liste suivante montre les sous-ensembles spécifiques de cette portion d’Unicode.
| Sous-ensemble                         | Réservés | Réservés | Décimal | Décimal |
| Sous-ensemble                         | Début    | Fin      | Début   | Fin     |
| ------------------------------------- | -------- | -------- | ------- | ------- |
| Idéogrammes unifiés CJC - extension F | 2A700    | 2F7FF    | 173 824 | 194 559 |